# Lawrence Low
Lawrence Edgar „Larry“ Low (* 22. August 1920 in Trenton, New Jersey; † 1. Juli 1996 in Toms River, New Jersey) war ein US-amerikanischer Segler.

## Erfolge
Lawrence Low nahm an den Olympischen Spielen 1956 in Melbourne mit Herbert Williams in der Bootsklasse Star teil. Mit ihrem Boot Kathleen gewannen sie zwei der sieben Wettfahrten und beendeten die Regatta mit 5876 Gesamtpunkten auf dem ersten Platz, womit sie vor dem italienischen und dem bahamaischen Boot Olympiasieger wurden.
Low gewann darüber hinaus zahlreiche Rennen innerhalb der New York Metropolitan Area. Für mehrere Jahre war er als Generalsekretär der International Star Class Yacht Racing Association.